# In Bloom
«In Bloom», que en català vol dir florint, és una cançó dels Nirvana, un grup d'estil grunge estatunidenc. En Kurt Cobain va escriure la cançó per a la gent de defora de la comunitat musical de l'estil grunge que no captés el missatge del grup.
Els Nirvana van fer el primer vídeo musical per a una primera versió de «In Bloom» l'any 1990. Tot i això, la cançó no es va llançar com a senzill fins que els components del grup van treure al mercat el disc Nevermind, el 1991. «In Bloom» va ser el quart i últim senzill del disc l'any 1992, acompanyat d'un vídeo nou que parodia els espectacles musicals de la dècada dels 1960.

## Context i enregistrament

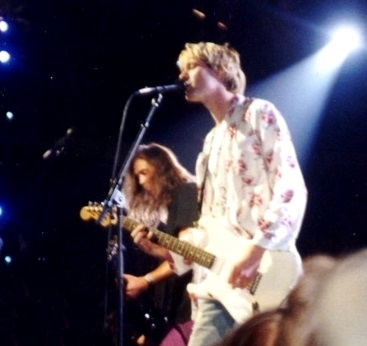
Els Nirvana durant un concert el 1992.

Els Nirvana van tocar la cançó per primer cop abans d'enregistrar-ne una versió no gaire desenvolupada. En Krist Novoselic, el baixista, va dir que «en un principi s'assemblava a una cançó dels Bad Brains, però llavors en Kurt la va transformar en una cançó del gènere pop». En Cobain va millorar la cançó a casa seva i la va tocar a en Novoselic per telèfon.
Més endavant, el grup va enregistrar-la amb el productor Butch Vig als estudis Smart de Madison a l'estat de Wisconsin l'abril del 1990. Originalment la cançó tenia un pont instrumental que en Vig va eliminar. En Novoselic va dir que, després de l'enregistrament, en Vig havia tallat la part instrumental de la cinta i l'havia tirat a les escombraries.
Després de signar un contracte amb DGC Records, els Nirvana van començar a enregistrar el segon disc, Nevermind, el maig del 1991. «In Bloom» fou una de les primeres cançons que va enregistrar el grup. Ho van fer en diversos estudis diferents de California, ja que en Vig va trobar que era més bo de tornar a treballar sobre una cançó que ja era enregistrada, però en un altre estudi. Els arranjaments per a «In Bloom» varen ser pràcticament els mateixos que s'havien fet servir per altres cançons enregistrades amb en Vig l'any 1990. Segons la crítica, en Dave Grohl, hi va afegir més força i precisió que no pas en Chad Channing, qui abans havia estat el bateria dels Nirvana. Durant l'enregistrament, Cobain cantava cada vegada més fort, i això ho va posar difícil a Vig, que no sabia com mantenir l'equilibri entre les estrofes i la tornada. En aquest sentit, en Vig va comentar que pregava per tal que el cantant no canviés res de la cançó durant el procés d'enregistrament.
Cobain va decidir de no enregistrar una altra part vocal per crear altres harmonies en les sessions als estudis Smart, probablement per les limitacions de temps que hi havia. En les sessions d'enregistrament de Nevermind, Vig va demanar a Grohl que cantés els cors de la cançó. Tot i que el bateria no en va afinar pràcticament ni una, el productor va quedar content del resultat. Vig va haver d'enredar diverses vegades Cobain, que era contrari a enregistrar gaires preses, per afegir la seva veu als cors harmònics. El productor, Vig, el va convèncer en dir-li que «John Lennon ho havia fet».

## Composició
Igual que en altres cançons de Nirvana, a «In Bloom» hi ha una alternança d'estrofes tranquil·les i tornades ben fortes. Cobain va fer servir un amplificador de marca Mesa Boogie per a les estrofes tranquil·les i un Fender Bassman per obtenir el so més dur i pesat de les tornades fortes. La secció rítmica de Novoselic i Grohl es va fer en una sola presa. El bateria va dir que «evitaven els acompanyaments innecessaris» i el baixista va dir que va notar que el seu paper era el «d'estar al servei de la cançó». Durant la tornada se senten les veus de Cobain i Grohl cantant «He's the one/Who likes all our pretty songs/And he likes to sing along/And he likes to shoot his gun/But he knows not what it means». La introducció és al final de cada repetició de la tornada.
La lletra s'adreça als qui encara que siguin de fora la comunitat de la música grunge, van començar a escoltar el grup després del llançament del primer disc: Bleach. El biògraf, Michael Azerrand va escriure que «[La lletra] va fer que es multipliqués la popularitat massiva que tenia el grup». Pel que fa a la tornada, Azerrand va dir-ne que «la ironia brillant és tan enganxosa que milions de persones la canten quan sona l'enregistrament».

## Llançament i recepció
La cançó «In Bloom» va llançar-se com el quart senzill del disc Nevermind el novembre del 1992. Només es va treure al mercat al Regne Unit, als Estats Units només van produir-se'n còpies de promoció. En el disc de vinil i el CD en què hi ha la cançó també hi ha les cançons Polly i Sliver, que varen enregistrar-se el 28 de desembre del 1991 durant un concert.A les llistes britàniques, la cançó va arribar fins al lloc número 28, i a les dels Estats units va arribar fins al cinquè lloc tot i no haver-se posat a la venda.
Everett True, de la revista Melody Maker va escriure que aquella cançó treia «credibilitat al grup», i a més va afegir que «les versions del directe de Polly i de Silver són de mala qualitat». El 2004, la revista Rolling Stone va col·locar la cançó en el lloc número 407 de la llista de les 500 cançons més bones que mai s'hagin fet.

## Vídeo de promoció
Els Nirvana van fer un vídeo per a la cançó «In Bloom» per primer cop el 1990. La versió que van fer servir va ser la que havien enregistrat als estudis Smart. El vídeo ensenya els membres del grup com caminen per diversos llocs de Manhattan, com ara South Street Seaport, Lower East Side i Wall Street. Durant l'enregistrament del vídeo, Novoselic es va tallar els cabells com a càstig per la mala presentació del directe del grup a Nova York.
El segon vídeo va ser pensat per acompanyar el llançament del senzill. El va dirigir Kevin Kerslake, que abans ja havia dirigit els vídeos de les cançons Come as You Are i Lithium. El pla original de Cobain era el d'explicar la història d'una dona que havia nascut dins del Ku Klux Klan i que finalment s'adonava de com n'eren de perversos, els integrants d'aquest col·lectiu. Com que la idea era un pèl difícil de portar-la a terme, va decidir inventar-se una paròdia dels espectacles musicals de la dècada dels 1960, com ara el The Ed Sullivan Show. El vídeo va agafar un to humorístic, ja que en Cobain estava «cansat que la gent ens prengui tan seriosament […] volia demostrar que també tenim un cantó divertit». Kerslake va filmar-ho en un cinescopi vell mentre que el grup improvisava la cançó. A l'inici del vídeo un presentador d'espectacles, que interpreta en Doug Llewelyn (fou el primer presentador del programa The People's Court) presenta els Nirvana a un grup d'adolescents que criden exclamant-se. Unes exclamacions que se senten en tot el vídeo. Els membres del grup, als quals el presentador els diu «nois decents» interpreten la cançó vestits a l'estil dels The Beach Boys. Al final, els músics destrossen els instruments.
En total, es van fer tres versions del vídeo de Kerslake. Cobain va provar de canviar la primera versió per una altra en la qual els músics anaven vestits de manera diferent. El programa de MTV 120 Minuts insistia d'estrenar-lo, però Cobain pensava que no es transmetria bé la idea humorística «d'ídol del pop» que el cantant volia mostrar. Per això van fer una altra versió en què el grup fa servir tots dos tipus de roba. La primera edició no es va retransmetre mai en públic. Va guanyar el premi al millor vídeo alternatiu al lliurament dels Premis MTV del 1993 i va arribar al lloc número u de la categoria dels millors vídeos de música en una enquesta duta a terme el 1992 pel diari Village Voice.

## Components del grup
- Kurt Cobain: guitarres, veu
- Krist Novoselic: baix
- Dave Grohl: bateria, harmonies vocals

## Llista de cançons
- En format 7":

1. In Bloom - 4.17
2. Polly en directe - 2.47

- En format CD:

1. In Bloom - 4.17
2. Sliver en directe - 2.06

## Posició a les llistes
| Llista (1992)         | Lloc |
| --------------------- | ---- |
| US Mainstream Rock    | 5    |
| Irish Singles Chart   | 7    |
| Swedish Singles Chart | 30   |
| UK Singles Chart      | 28   |